# エルンスト (バーデン＝ドゥルラハ辺境伯)
バーデン＝ドゥルラハ辺境伯エルンスト（ドイツ語：Ernst, Mgf. v. Baden-Durlach, 1482年10月7日 - 1553年2月6日）は、後にバーデン大公家となるバーデン＝ドゥルラハ辺境伯家（エルネスティン家）の家祖。1533年よりバーデン＝プフォルツハイム辺境伯領を支配し、1537年からプフォルツハイムに居を構えた。1565年、息子カール2世が本拠地をドゥルラハに移し、領地はバーデン＝ドゥルラハ辺境伯領と呼ばれるようになった。エルンストは宗教改革とヨーロッパで頻繁に起こったオスマン帝国との戦いに対処しなければならなかった。プロテスタントとカトリックの間で中立の立場を保とうとし、シュマルカルデン戦争には参加しなかった。

## 生涯
エルンストはバーデン辺境伯クリストフ1世とオッティーリエ・フォン・カッツェンエルンボーゲンの七男として生まれた。
エルネストは、他の多くの兄弟たちと同様に、当初は聖職者となるよう決められ、1496年にシュパイヤー教区の司教総代理によりグラーベン＝ノイドルフで叙階を受けた。しかし、エルンストは相続財産を放棄するつもりはなく、聖職者を辞め軍人の道に進んだ。1509年に皇帝マクシミリアン1世のヴェネツィア共和国に対する遠征に参加した。
父クリストフ1世は、五男のフィリップ1世が辺境伯領を統治するのに最もふさわしいと考え、また、領土の分割を避けるため、フィリップ1世を唯一の後継者にすることを提案した。1511年6月18日、クリストフ1世はロッテルン、ザウゼンベルク、バーデンヴァイラーの等族に対しフィリップに臣下の礼を取るよう要求したが、いずれも拒否した。その後ロッテルンと1512年のカンダーンの貴族院会議において、貴族たちはバーデン家の内部抗争に巻き込まれたくないという理由でフィリップに臣下の礼を取ることを拒否した。エルンストは各領の等族らに対し、兄フィリップに臣下の礼を取った場合には武力で対抗するであろうと脅していた。
エルンストは兄フィリップ1世およびベルンハルト3世とともに、1515年以降に父クリストフ1世に代わってバーデンの一部を統治した。フィリップ1世の死後、ベルンハルト3世とエルンストは領地をバーデン＝バーデン辺境伯領（「ベルンハルディン系」）とバーデン＝ドゥルラハ辺境伯（「エルネスティン系」）に分割した。この2つの辺境伯領は、バーデン＝バーデン辺境伯家が断絶した後、1771年にバーデン＝ドゥルラハ辺境伯家の子孫であるカール・フリードリヒにより再統合された。

## 結婚と子女

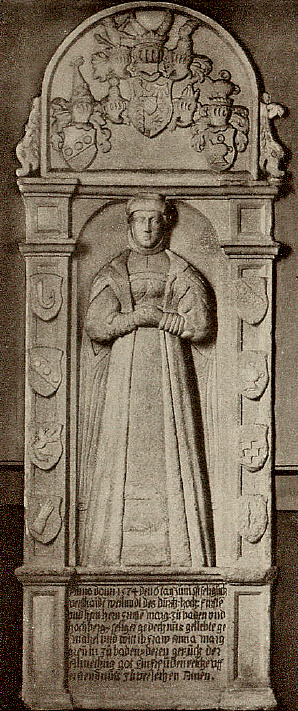
3番目の妃アンナ・ボンバスト・フォン・ホーエンハイムの墓像

1510年9月29日に、ブランデンブルク＝アンスバッハ辺境伯フリードリヒ2世の娘エリーザベト・フォン・ブランデンブルク＝アンスバッハ＝クルムバッハと結婚し、以下の子女をもうけた。
- アルブレヒト（1511年7月 - 1542年12月12日） - 1541年にハンガリーにおいてオーストリアの対トルコ戦に参加したが、その帰路でヴァッサーブルク・アム・インにおいて死去した。
- アンナ（1512年4月 - 1579年以降） - 1537年2月11日にホーエンツォレルン伯カール1世（1516年 - 1576年3月18日）と結婚
- アマーリエ（1513年2月 - 1594年） - 1561年にレーヴェンシュタイン伯フリードリヒ2世（1528年8月22日 - 1569年6月5日）と結婚
- マリー・ヤコベア（1514年10月 - 1592年） - 1577年2月にバルビー伯ヴォルフガング2世（1531年12月11日 - 1615年3月23日）と結婚
- マリー・クレオファ（1515年9月 - 1580年4月28日） - 1548年にズルツ伯ヴィルヘルム（1566年頃没）と結婚
- エリーザベト（1516年5月20日 - 1568年5月9日） - 1533年にサラマンカ＝オルテンブルク伯ガブリエル（1539年12月没）と結婚、1543年7月30日にカステル伯コンラート2世（1519年7月10日 - 1577年7月8日）と再婚
- ベルンハルト（1517年2月 - 1553年1月20日） - バーデン＝ドゥルラハ辺境伯

1518年にヴォルフ・フォン・ローゼンフェルトの娘ウルズラ・フォン・ローゼンフェルトと結婚したが、これは貴賤結婚であった。エルンストの存命中、息子カール2世が辺境伯位を継承できるかどうか物議を醸した。結局、ベルンハルディン家の後見人たちが反対しなかったため、カール2世が辺境伯位を継承することとなった。1594年、エルンストの孫であるエルンスト・フリードリヒがエドゥアルト・フォルトゥナートとマリア・ヴァン・エイケンの子供たちの相続権を巡って争った際、宮廷でこの貴賤結婚が議論の対象となった。この結婚で3子が生まれた。
- マルガレーテ（1519年 - 1571年） - 1538年11月12日にエッティンゲン伯ヴォルフガング2世（1511年 - 1572年）と結婚
- ザロメ（1559年没） - 1540年にラディスラウス・フォン・ハーグ（1495年 -1566年8月31日）と結婚
- カール2世（1529年 - 1577年） - バーデン＝ドゥルラハ辺境伯

1544年3月1日にアンナ・ボンバスト・フォン・ホーエンハイム（1574年6月6日没）と貴賤結婚した。この結婚で子供は生まれなかった。